# Kraz
Kraz eller Beta Corvi (β Corvi, förkortat Beta Crv, β   Crv) som är stjärnans Bayerbeteckning, är en ensam stjärna  belägen i den sydöstra delen av stjärnbilden Korpen. Den har en skenbar magnitud på 2,65 och är synlig för blotta ögat. Baserat på parallaxmätning inom Hipparcosuppdraget på ca 22,4 mas, beräknas den befinna sig på ett avstånd på ca 146 ljusår (ca 45 parsek) från solen.

## Nomenklatur
Beta Corvi har det traditionella namnet Kraz. Ursprunget och innebörden av detta namn är dock fortfarande osäkert. Namnet dök upp 1951 för Beta Corvi i publikationen, Atlas Coeli (Skalnate Pleso Atlas of the Heavens) genom den tjeckiske astronomen Antonín Bečvář. Professor Paul Kunitzch har inte kunnat hitta några ledtrådar om ursprunget till namnet.

## Egenskaper
Beta Corvi är en gul till vit ljusstark jättestjärna av spektralklass G5 II. Den har en massa som är ca 3,7 gånger större än solens massa, en radie som är ca 16 gånger större än solens och utsänder från dess fotosfär ca 164 gånger mera energi än solen vid en effektiv temperatur på ca 5 100 K.
Beta Corvi är en variabel stjärna med variation i skenbar magnitud från 2,60 till 2,66.